# Joel Ekman
Joel Ekman est le cofondateur suédois du groupe Stone Sour, avec le chanteur de Slipknot, Corey Taylor.
Il ne participe pas à l'enregistrement de Come What(ever) May, le deuxième album studio de Stone Sour, et décide de quitter le groupe temporairement pour s'occuper de son fils gravement malade.